# 키리야마 아키토
키리야마 아키토(일본어: 桐山 照史, 1989년 8월 31일 ~ )는 일본의 가수, 배우이며, 남성 아이돌 그룹 쟈니즈WEST의 멤버이다.
오사카부 히가시오사카시 출신. STARTO ENTERTAINMENT 소속.

## 내력
2002년 7월 13일, 쟈니즈 사무소에 입소.
2004년, 나카마 준타와 함께 B.A.D. 제4기생으로서 활동 개시.
2006년, 제6기생으로서 다시 B.A.D.로 활동한다.
2014년 4월, 쟈니즈WEST로서 CD 데뷔한다.

## 오리지널 솔로곡
- winter lover (2007년)
- 桜道 / 벚꽃길 (2008년)
- 5W1H (2009년)

## 출연

### 드라마
- 고쿠센 제3시리즈 (2008년 4월 19일 ~ 6월 28일, 닛폰 TV) - 쿠라키 역
- DRAMATIC-J B.A.D.한 둘 (2008년 9월 15일·22일, 칸사이 TV) - 키리야마 타카 역
- 고쿠센 제3시리즈 졸업 스페셜 (2009년 3월 28일, 닛폰 TV) - 쿠라키 역
- DRAMADA-J 미래는 우리의 손 안에 (2009년, 칸사이 TV) - 후카미 쿄헤이 역
- 아무도 모르는 J학원 《학교의 계단》 (2010년 4월 28일, 칸사이 TV) - 타케다 코스케 역
- 유성 (2010년 10월 18일 ~ 12월 20일, 후지 TV) - 사와무라 료타 역
- 신춘 역사 스페셜·알려지지 않은 막부 말기의 지사 야마다 아키요시 이야기 (2012년 1월 2일, 마이니치 방송) - 타카스기 신사쿠 역
- 더티 마마! 제6화 (2012년 2월 15일, 닛폰 TV) - 하타케야마 역
- 열쇠가 잠긴 방 Episode6 (2012년 5월 21일, 후지 TV) - 이오카 유키 역
- 필로 토크~베드의 기대~ 제6화 (2012년 11월 8일, 칸사이 TV) - 미나미카와 코헤이 역
- 시니카레 (2012년 12월 25일 ~ 29일, NOTTV) - 키사라기 히로키 역
- 한밤중의 베이커리 (2013년 4월 28일 ~ 6월 16일, NHK BS 프리미엄) - 야나기 히로키 역
- 한신·아와지 지진 20년 드라마 〈스무 살과 한 마리〉 (2015년 1월 17일, NHK) - 타니모토 역
- 연속 TV 소설 아침이 온다 제52 ~ 155화 (2015년 11월 26일 ~ 2016년 4월 1일, NHK) - 시로오카 에이자부로 역
- HOPE~기대 제로의 신입 사원~ (2016년 7월 ~ 9월, 후지 TV) - 히토미 쇼고 역

### 영화
- 고쿠센 THE MOVIE (2009년, 토호)
- 칸사이 쟈니즈 Jr.의 교토 우즈마사 행진곡 (2013년)
- 닌쟈니 참상! 미래에의 싸움 (2014년, 쇼치쿠)

### 무대
- Tough Weeds 빛이 비치는 곳으로 (2009년 8월 2일 ~ 27일, 오사카 쇼치쿠좌)
- 소년들 ~창살 없는 감옥~ (2010년 8월 3일 ~ 28일, 오사카 쇼치쿠좌)
- 뷰티플 선데이 (2012년 2월 ~ 3월, 르 테아트르 긴자 외)
- 타키자와 가부키 2012 (2012년 4월 8일 ~ 5월 16일, 닛세이 극장)
- 블러드 브라더스 (2015년 2월 14일 ~ 28일, 신바시 연무장/3월 4일 ~ 15일, 오사카 쇼치쿠좌)